# Gonometa attenuata
Gonometa attenuata är en fjärilsart som beskrevs av Sir George Hamilton Kenrick 1914. Gonometa attenuata ingår i släktet Gonometa och familjen ädelspinnare. Inga underarter finns listade i Catalogue of Life.